# Tolufazepam
Tolufazepam là một loại thuốc là một dẫn xuất của benzodiazepine. Các nghiên cứu đã chỉ ra rằng tolufazepam có hoạt tính chống co giật và giải lo âu ở các đối tượng động vật, bao gồm co giật được gợi ra bởi pentylenetetrazol.